# Wenus z Urbino
Wenus z Urbino (wł. Venere di Urbino) – obraz pędzla włoskiego malarza Tycjana z 1538 roku.
Obraz został namalowany dla Guidobaldo della Rovere, przyszłego księcia Urbino. W 1631 płótno przeszło na własność Medyceuszy, a w roku 1736 trafiło ostatecznie do florenckiej Galerii Uffizi.
Dzieło przedstawia akt młodej kobiety w bogatym wnętrzu. Kobieta lewą dłonią zakrywa łono, w prawej zaś trzyma bukiecik róż, spoglądając prosto na widza. Zajmowaną przez nią przestrzeń częściowo oddziela od przyległego pokoju kotara. Tycjan z pewnością nawiązuje do Śpiącej Wenus Giorgiona – dzieła, do którego sam wniósł wkład.
Przebudzona kobieta – strojna w biżuterię i trzymająca bukiet róż – spoczywa na łożu w zamkniętym pomieszczeniu. Z pewnością mamy do czynienia ze zwykłą śmiertelniczką – być może kurtyzaną (Wenus Giorgione przedstawia wyidealizowaną postać bogini). Prawdopodobnie modelka, która pozowała do obrazu była tą samą kobietą, którą Tycjan uwiecznił w Portrecie kobiety (La Bella). Podobne do tej sceny erotyczne – różniące się śmiałością przedstawienia – są typowe dla malarstwa szesnastowiecznego.
W obrazach Giorgione i Tycjana jesteśmy w stanie zauważyć więcej podobieństw, niż różnic. Podobne jest ułożenie póz obu modelek. Po prawej w obu obrazach znajduje się pewien wspólny element. U Giorgione w krajobrazie znajduje się większe drzewo na tle małej wioski, na prawo od niego mniejsze drzewo, a pośrodku nich, wychylony do przodu pień. Tycjan wykorzystał ten sam motyw przy wykorzystaniu innych elementów, na prawo znajduje się stojąca kobieta, na lewo od niej klęcząca, a tuż za nogami Wenus leży biały pies. Zwierzę to pojawia się również na płótnie Portret Eleonory Gonzagi (1538), matki patrona Guidobalda, wykonanym w tym samym roku. Psy stanowiły w malarstwie renesansowym powszechny symbol wierności, także małżeńskiej.
Po prawej, dwie służące wyjmują odzież ze skrzyni posagowej (cassoni). Obok, charakterystyczne okno z przedzielającą je kolumną (podobne okno można dostrzec również na szkicach pałacu książęcego z Urbino, co potwierdza hipotezę o nabywcy dzieła). Krzew mirtu to symbol wiecznego oddania.
Obraz stał się źródłem inspiracji dla dzieł takich artystów jak: Jean Ingres i Édouard Manet (Olimpia).
W 1998 roku obraz ten wystawiony był w Muzeum Czartoryskich w Krakowie na wystawie wraz z „Damą w welonie” Rafaela.